# Viva Belgrado
Viva Belgrado és un grup do it yourself de post-rock i post-hardcore de Còrdova que es va formar el 2011. Ha actuat al Japó, al Regne Unit i ha girat diverses vegades per l'Europa continental, tocant al Primavera Sound Festival i al Resurrection Fest.

## Trajectòria
El 2012, la banda va llançar la seva primera maqueta, seguida un any després per l'EP El Invierno. Ambdós treballs discogràfics van ser reeditats el 2013 amb temes extra i publicats pel segell japonès Tokyo Jupiter Records. El disc debut Flores, Carne, publicat el 2014, es va distribuir a través de vuit discogràfiques a tot el món. El 2016 es va publicar el segon àlbum d'estudi, Ulises, amb Aloud Music i Walking Is Still Honest Records.
Viva Belgrado barreja elements del post-rock amb screamo a la seva música, amb reminiscències de grups com Envy, Explosions in the Sky, Raein i Moving Mountains. Les lletres de la banda estan escrites en castellà. Els músics es descriuen a si mateixos com a feministes, antifeixistes, són vegetarians i donen suport al moviment LGBT, però la banda no tracta qüestions polítiques a les seves cançons, sinó que tracta temes emocionals d'una manera metafòrica i poètica. El seu àlbum debut, Flores, Carne, tracta sobre la superació de la pèrdua, el dolor que provoca aquest procés i com se'n poden treure energies positives.

## Discografia
- 2012: Demo 2012
- 2013: El Invierno
- 2013: Viva Belgrado: El Invierno + Demo 2012
- 2014: Flores, Carne
- 2016: Ulises
- 2020: Bellavista[9]
- 2024: Cancionero de los cielos[10]